# Camp Darby
Camp Darby este o bază militară a Armatei Italiene, unde sunt staționate și operează unități militare americane, situată pe domeniul Tombolo⁠(d) din municipalitatea Pisa. Baza, denumită anterior USAG Livorno, a fost reorganizată ca sit satelit al United States Army Garrison in Italy, care își are sediul la Vicenza, și redenumită începând cu 3 octombrie 2015 Darby Military Community (DMC), care include Camp Darby în sine, depozitul din Livorno și depozitul de muniții din Pisa al Armatei Statelor Unite.

## Istoric
Instalația militară se află în subordinea Statului Major al Armatei Italiene. Unitățile americane staționate acolo depind de comandamentul USAG Italia situat în Caserma Ederle⁠(d) din Vicenza, fostul sediu al SETaF și astăzi al United States Army Africa⁠(d).
Situată pe teritoriul municipal al Pisa, la est de satul Tirrenia⁠(d), baza a fost creată în 1951 datorită unui acord între Italia și Statele Unite care a cedat armatei SUA o mie de hectare de pădure de pini din Toscana pentru construirea bazei militare. Baza își datorează numele generalului de brigadă William O. Darby⁠(d), fondator al Ranger Corps⁠(d), după modelul Commando britanic, ucis de artileria inamică la 30 aprilie 1945 pe malul Lacului Garda..
Piața principală de la Camp Darby este dedicată memoriei soldatului Masato „Curly” Nakae, care a luptat în timpul Al Doilea Război Mondial în apropiere de Pisa cu 442nd Regimental Combat Team și 100th Infantry Battalion, compus din japonezi americani naturalizați, cunoscuți sub numele de Nisei⁠(d), câștigând Medalia de Onoare pentru actele sale eroice.
În fiecare an, în luna iulie, se organizează un târg care durează mai multe zile, unde se servește mâncare americană și există mai multe locuri de joacă, un fel de „târg de distracții”. Pentru a intra, trebuie să treci printr-o mică linie vamală. Festivalul este foarte popular, în special în rândul locuitorilor din Pisa și din zona Litoral.
În Pisa și Livorno se poate asculta radioul bazei americane AFN Eagle, a American Forces Network⁠(d), care emite pe frecvența de 106,00 FM; semnalul ajunge până la Cecina și Cascina. Postul de radio difuzează muzică și programe în limba engleză. Până în 2012, aici a fost difuzat AFN Livorno, postul de radio al Camp Darby, care acum este unit cu postul de radio din Vicenza (AFN Vicenza). Alte locuri unde este posibil să se asculte sunt: Pordenone (Aviano...), Vicenza (Verona, Padova, Veneția...), Napoli (Caserta, Napoli...) și Catania (Sigonella).
Aproximativ 500 de civili italieni lucrează la bază, fiind angajați în sarcini administrative și logistice în sprijinul activităților bazei. Există mai multe mișcări împotriva Camp Darby.
Proximitatea unui canal navigabil (Canale dei Navicelli⁠(d)), a căii ferate⁠(d) (ambele se extind în interiorul bazei) și a autostrada⁠(d) permite o legătură ușoară și rapidă atât cu portul Livorno, cât și cu aeroportul militar din Pisa, facilitând deplasarea mijloacelor și materialelor în sprijinul misiunilor operaționale și umanitare.
Pe litoralul din Pisa Camp Darby avea, de asemenea, plaja americană, singura plajă americană din Europa. Începând cu 30 decembrie 2014, plaja americană a fost închisă și returnată municipalității din Pisa. Începând cu anii 1960 a fost una dintre cele mai populare atracții din Tirrenia. În special, în fiecare vară, pe 4 iulie, sărbătoarea națională a SUA, aici aveau loc spectacole de focuri de artificii și mai multe stabilimente balneare din împrejurimi organizau nopți tematice. Era situat între Lido dei Carabinieri și La Perla.

## Teritorialitate
Contrar legendelor și locurilor comune, complexul Camp Darby este o bază italiană aflată sub responsabilitatea armatei italiene, unde sunt staționate și operează unități americane. Statul își face explicită și își confirmă suveranitatea deplină prin prezența comandantului bazei, care este colonel al armatei italiene. Nici Comprensorio nu poate fi considerată în mod oficial o bază NATO.

## The Tirrenia Rangers
Camp Darby s-a bazat echipa de fotbal american Rangers Tirrenia, care a jucat în NIFL⁠(d) între 1976 și 1986 și a participat la Turneul Presei Sportive 1977 sub numele de „Lupi Roma”.